# Benz 8PS
Il nome Benz 8PS identifica una famiglia di autovetture di fascia alta prodotte dal 1910 al 1921 dalla Casa automobilistica tedesca Benz & Cie.. Tra il 1926 ed il 1927 fu prodotto l'ultimo modello appartenente a tale famiglia, ma commercializzato già con il marchio Mercedes-Benz.

## Storia e caratteristiche
Per gran parte della sua carriera, la famiglia 8PS della Benz ha rappresentato la base della gamma proposta dalla Casa di Mannheim durante gli anni dieci del XX secolo. Fanno eccezione l'anno 1910 ed il periodo 1918-21, che hanno visto la presenza in listino anche di modelli di fascia inferiore (le Benz 6/14 PS e 6/18 PS).
La gamma 8PS si componeva di tre modelli, tutti accomunati dalle medesime soluzioni tecniche e telaistiche (motore quadricilindrico monoblocco a valvole laterali, sospensioni ad assale rigido, trasmissione ad albero cardanico, cambio a 4 marce, frizione a cono, freni a ceppi sull'albero di trasmissione, ecc).
I modelli 8PS della Benz andarono a scontrarsi con una concorrenza piuttosto agguerrita, costituita principalmente dalle Mercedes 8PS, ma anche dai modelli prodotti in quegli anni dalla Opel.
Al termine della carriera delle 8PS, il loro posto venne lasciato inizialmente vacante, per poi essere occupato nel 1926 dalla Mercedes-Benz 8/38 PS.
 
Di seguito vengono descritti più in dettaglio i singoli modelli.

### Benz 8/18 PS
Il primo modello 8PS fu la 8/18 PS, modello che assieme alla 10/18 PS raccolse l'eredità della Parsifal 12PS. La 8/18 PS era equipaggiata da un 4 cilindri in linea da 1950 cm³ alimentato da un carburatore Zenith ed in grado di erogare una potenza massima di 18 CV a 1800 giri/min, sufficienti per spingere la vettura ad una velocità massima di 60 km/h. La 8/18 PS fu prodotta in tre varianti di carrozzeria, torpedo, limousine e landaulet, con prezzi di listino oscillanti tra 7200 ed 8500 marchi. Il solo autotelaio ne costava invece 6200. La produzione della 8/18 PS avviata nel 1910, terminò nel 1912.

### Benz 8/20 PS 2 litri
La 8/18 PS fu sostituita nel 1912 dalla 8/20 PS, un modello proposto inizialmente con lo stesso propulsore della sua antenata, ma portato a 20 CV di potenza massima a 1800 giri/min. Le prestazioni aumentarono leggermente e portarono la vettura a 62 km/h di velocità massima. Oltre che nelle configurazioni già previste per la 8/18 PS, la 8/20 PS venne anche prodotta come zweisitzer, ossia spider. La produzione di questo modello terminò nel 1918.

### Benz 8/20 PS 2.1 litri
Ma già a partire dal 1914, alla 8/20 PS con motore da 2 litri venne affiancata un'altra 8/20 PS, equipaggiata stavolta con un motore da 2090 cm³ derivato dalla rialesatura del precedente. Tale motore erogava in sostanza la stessa potenza, ma risultava maggiormente dotato come coppia motrice. La miglior spinta ai bassi ne favorì le prestazioni, visto che la vettura era accreditata di una velocità massima di 65 km/h. Tale modello venne prodotto fino al 1921 e dal 1918, con l'uscita di produzione della versione da 2 litri, rimase l'unica 8PS in listino.